# Polypodium terminale
Polypodium terminale là một loài dương xỉ trong họ Polypodiaceae. Loài này được Spr., Link mô tả khoa học đầu tiên năm 1833.
Danh pháp khoa học của loài này chưa được làm sáng tỏ. 